# Gabriel d'Espagne
 (mars 2011).
Si vous disposez d'ouvrages ou d'articles de référence ou si vous connaissez des sites web de qualité traitant du thème abordé ici, merci de compléter l'article en donnant les références utiles à sa vérifiabilité et en les liant à la section « Notes et références ».
Gabriel Antoine de Bourbon, prince de Naples et de Sicile puis infant d'Espagne, est né le 11 mai 1752 à Portici, dans le royaume de Naples, et mort au palais de l'Escurial, en Espagne, le 23 novembre 1788, est un membre de la famille royale d'Espagne. Fils du roi Charles III d'Espagne et de son épouse Marie-Amélie de Saxe, il est, par son mariage avec l'infante Marie-Anne-Victoire de Portugal, à l'origine du rameau de Bourbon-Bragance et l'ancêtre des ducs de Marchena, de Durcal, d'Ansola et d'Hernani.

## Famille

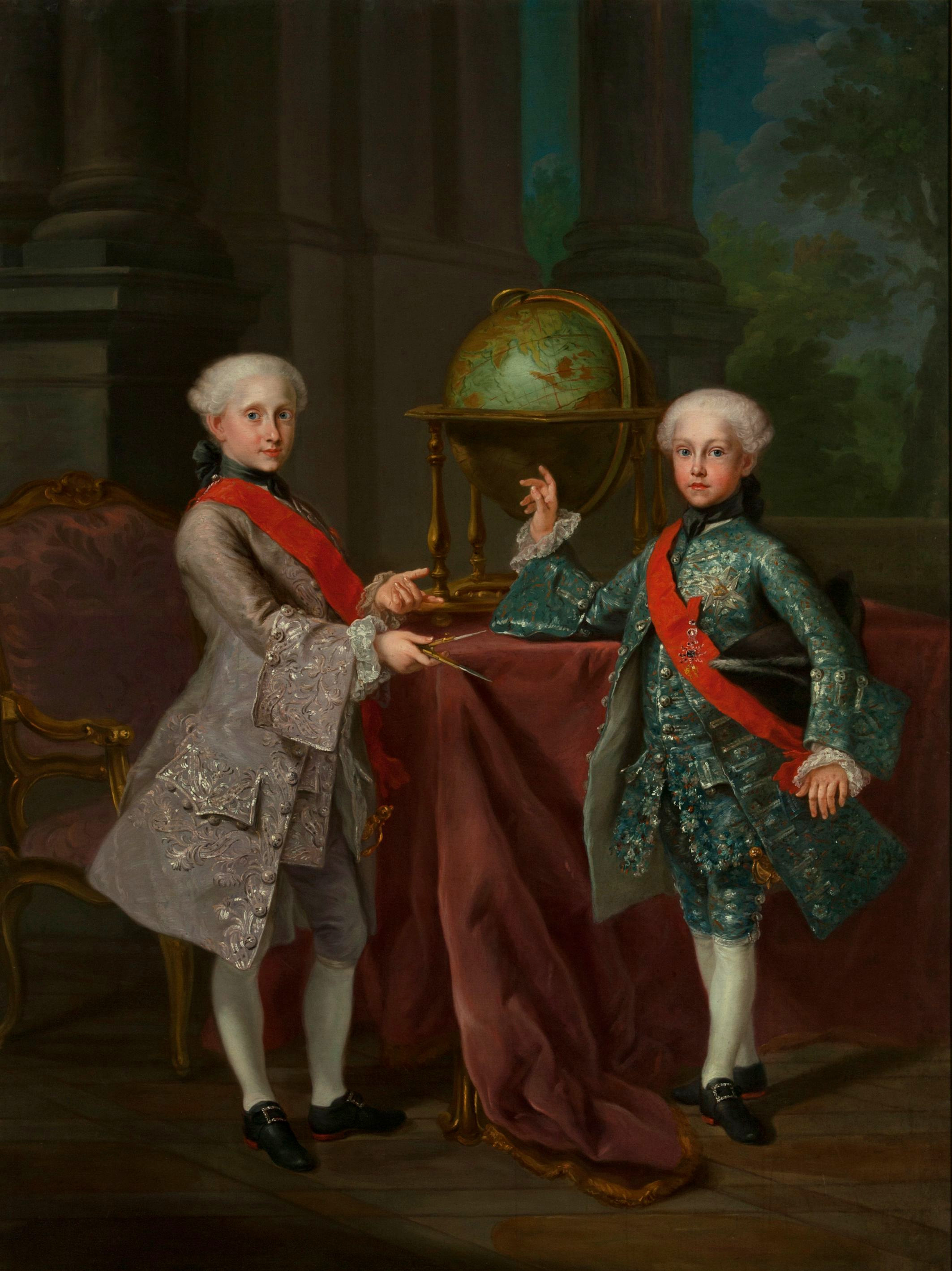
Gabriel avec son frère Ferdinand, par Giuseppe Bonito vers 1759.

L'infant Gabriel est le fils du roi Charles III d'Espagne (1716-1788) et de son épouse Marie-Amélie de Saxe (1724-1760). Par son père, il appartient donc à la branche espagnole de la Maison de Bourbon tandis que, par sa mère, il est le petit-fils du roi Auguste III de Pologne (1696-1763).
En 1771, il charge l'architecte Juan de Villanueva de lui construire une résidence privée, la Casita del Infante (en) à San Lorenzo de El Escorial, comparable au Petit Trianon du parc de Versailles construit à la même époque. 
En 1775, il est nommé grand prieur de l'Ordre Hospitalier de San Juan de Castille-et-León. 
Le 23 mai 1785, l'infant Gabriel épouse l'infante Marie-Anne-Victoire de Portugal (1768-1788), fille de la reine Marie Ire de Portugal (1734-1816).
De ce mariage naissent trois enfants :
- Pierre-Charles d'Espagne (1786-1812), infant d'Espagne et infant de Portugal, qui épouse, à Rio de Janeiro, au Brésil, en 1810, l'infante Thérèse de Portugal (1793-1874) ;
- Marie-Charlotte d'Espagne (1787-1787), infante d'Espagne et infante de Portugal ;
- Charles-Joseph-Antoine d'Espagne (1788-1788), infant d'Espagne et infant de Portugal.

Quelques jours après que sa jeune épouse a donné le jour à leur troisième enfant, l'infant contracta la variole qu'il transmit à sa femme et à l'enfant nouveau-né. Tous trois en périrent. Ces trois décès inattendus et précipités ébranlent la santé du vieux roi Charles III d'Espagne qui meurt quelques jours plus tard, ce qui affecte profondément la reine Marie Ire de Portugal qui sombre dans la mélancolie puis la démence trois ans plus tard.

## Biographie
Il est le dédicataire des VI Concertos pour deux orgues (Seis Conciertos de dos Organos Obligados Compuestos por el Pe. Fr. Antonio Soler) de son maître de musique à partir de 1766, Padre Antonio Soler.